# پارواویروس بی۱۹
پاروو ویروس ب۱۹ (به انگلیسی: Parvovirus B19) نام ویروس بیماری‌زا است که با نام‌های ویروس ب۱۹ و اریتروویروس ب۱۹ نیز شناخته می‌شود. این ویروس، اولین ویروس بیماری‌زای انسانی شناخته‌شده در خانواده‌ای ویروسی پاروو ویریده است. فقط انسان‌ها به آن مبتلا می‌شوند. نیمی از بزرگسالان در دوران کودکی به این عفونت دچار شده‌اند. این ویروس از طریق ترشحات عفونی دستگاه تنفس مانند سرفه و از مادر به جنین سرایت می‌کند. ویروس میان ۴ تا ۲۰ روز از شروع عفونت تا نمایان شدن نشانه‌های بیماری مانند کهیر و دیگر نشانه‌ها در بدن می‌ماند. پیش از آشکار شدن کهیر (rash)، بیماری افراد واگیر دارد. برای کاهش سرایت پارواویروس شستن پی‌درپی دست‌ها پیشنهاد می‌شود. در بیماران هموفیلی که محصولات خونی دریافت می‌کنند، احتمال انتقال عفونت ویروس زیاد است.

## ویروس‌شناسی
این ویروس از کوچک‌ترین دی‌ان‌ای ویروس‌ها است و تنها ۲۳ تا ۲۷ نانومتر قطر دارد. ژنوم این ویروس دی‌ان‌ای تک رشته‌ای خطی با ۵۶۰۰ جفت‌باز است و تقارن بیست وجهی دارد. به دلیل توانایی هجوم به سلول‌های سازندهٔ گلبول‌های قرمز در مغز استخوان، این ویروس اریتروویروس نیز نامیده می‌شود.

## بیماری
بیماری پنجم رایج‌ترین بیماری است که به دلیل پارواویروس B19 ایجاد می‌شود. این بیماری معمولاً خفیف بوده و نشانه آن اندکی کهیر سرخ و تور مانند روی قسمت اصلی بدن و دست‌ها و پاها در بیشتر بیماران است. گه‌گاه کهیر همراه با خارش می‌شود. بیمار معمولاً خیلی ناخوش نیست و کهیر طی ۷ تا ۱۰ روز برطرف می‌شود. پس از بهبودی، یک ایمنی طولانی علیه ویروس در بدن پس از بیماری به وجود می‌آید.
بزرگسالی که گرفتار عفونت پارواویروس B19 می‌شود، می‌تواند هیچ نشانه‌ای نداشته باشد یا دچار کهیر، تورم یا درد مفاصل یا هر دو بشود. مشکل‌های مفصلی احتمالاً در یک یا دوهفته برطرف می‌شود، ولی ممکن است بیشتر هم طول بکشد. اگر بیمار غیر از این عفونت مشکل دیگری نداشته باشد، بدون درمان برطرف می‌شود.

## بارداری
اگر زن باردار با فرد مبتلا به بیماری پنجم برخورد کند در اکثر مواقع مشکل حادی برای او یا نوزادش پیش نمی‌آید. اگر زنی آسیب‌پذیر هم باشد و دچار عفونت پارواویروس B19 شود، بیشتر با یک ناخوشی خفیف روبرو خواهد شد؛ جنین او نیز معمولاً مشکلی ناشی از پارواویروس B19 نخواهد داشت. در کمتر از پنج درصد از زنان باردار و بیشتر درنیمه اول دوران بارداری، عفونت پارواویروس B19 باعث سقط جنین یا کم خونی شدید جنین می‌شود. تاکنون دیده نشده پارواویروس B19 باعث نقص نوزاد یا عقب افتادگی مغزی او شود.

## بحران آپلاستیک
اگرچه بیشتر بیماران طی درگیری با بیماری دچار کاهش تولید گویچه‌های سرخ می‌شوند اما این مسئله بیشتر برای بیماران با کم خونی داسی شکل یا اسفروکتوزیس ارثی بسیار خطرناک است. به این بیماری بحران آپلاستیک گویند که با تزریق خون یا استفاده از ایمونوگلوبولین جبران می‌شود.

## ایدز
بیمارانی که دچار ایدز هستند در صورت برخورد با این ویروس ممکن است دچار کم خونی مزمن شوند. درمان با اریتروپویتین و ایمونو گلوبولین توصیه می‌شود.

## آزمایش خون
پزشکان با استفاده از مقادیر IgM و IgG در یک آزمایش خون برای پارواویروس B19 نتیجه می‌گیرند که شخص نسبت به این ویروس ایمن هست و این عفونت را ندارد یا در برابر این بیماری ایمنی ندارد و اگر در تماس باآن قرار بگیرد ممکن است مبتلا شود، یا اخیراً این عفونت را داشته‌است.